# سرفيل بقلي
سرفيل بستاني أو سِرفل بقلي أو مقدونس افرنجي (الاسم العلمي: Anthriscus cerefolium) هو نوع من النباتات يتبع جنس السرفيل الأنطرسكي من الفصيلة الخيمية.